# 斯特凡·贝拉留
斯特凡·贝拉留（羅馬尼亞語：Ștefan Berariu，1999年1月14日—），罗马尼亚男子赛艇运动员。他曾代表罗马尼亚参加2020年夏季奥林匹克运动会赛艇比赛，获得男子四人单桨无舵手银牌。